# Unione Sportiva Fermana 1950-1951
Questa voce raccoglie le informazioni riguardanti l'Unione Sportiva Fermana nelle competizioni ufficiali della stagione 1950-1951.

## Rosa
| N. |                       | Ruolo | Calciatore  |
| -- | --------------------- | ----- | ----------- |
|    | Italia (bandiera)     | D     | B. Agostini |
|    | Italia (bandiera)     | P     | W. Bertani  |
|    | Italia (bandiera)     | C     | I. Cossiri  |
|    | Italia (bandiera)     | A     | R. Cuoghi   |
|    | Italia (bandiera)     | D     | A. Del Papa |
|    | Jugoslavia (bandiera) | D     | N. Dolic    |
|    | Italia (bandiera)     | A     | C. Giuliani |

| N. |                    | Ruolo | Calciatore    |
| -- | ------------------ | ----- | ------------- |
|    | Italia (bandiera)  | D     | G. Pettinari  |
|    | Croazia (bandiera) | C     | I. Sandukcic  |
|    | Italia (bandiera)  | C     | L. Santarelli |
|    | Italia (bandiera)  | C     | C. Suppini    |
|    | Italia (bandiera)  | C     | F. Testoni    |
|    | Italia (bandiera)  | A     | F. Traini     |
|    | Italia (bandiera)  | P     | S. Verzelloni |